# Ruellia affinis
Ruellia affinis är en akantusväxtart som först beskrevs av Heinrich Adolph Schrader, och fick sitt nu gällande namn av Gustav Lindau. Ruellia affinis ingår i släktet Ruellia och familjen akantusväxter. Inga underarter finns listade i Catalogue of Life.

## Bildgalleri

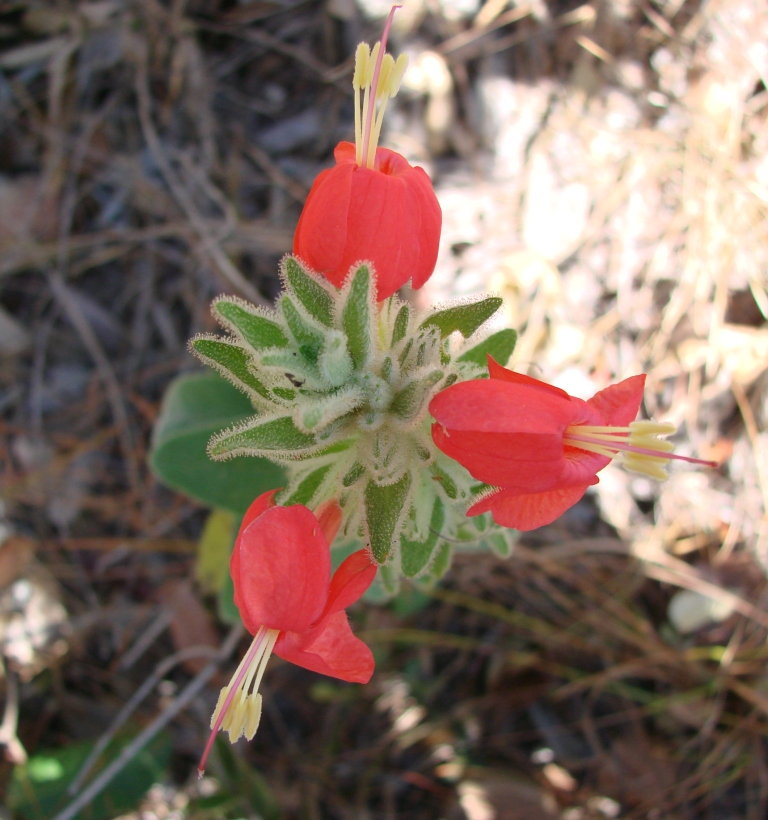
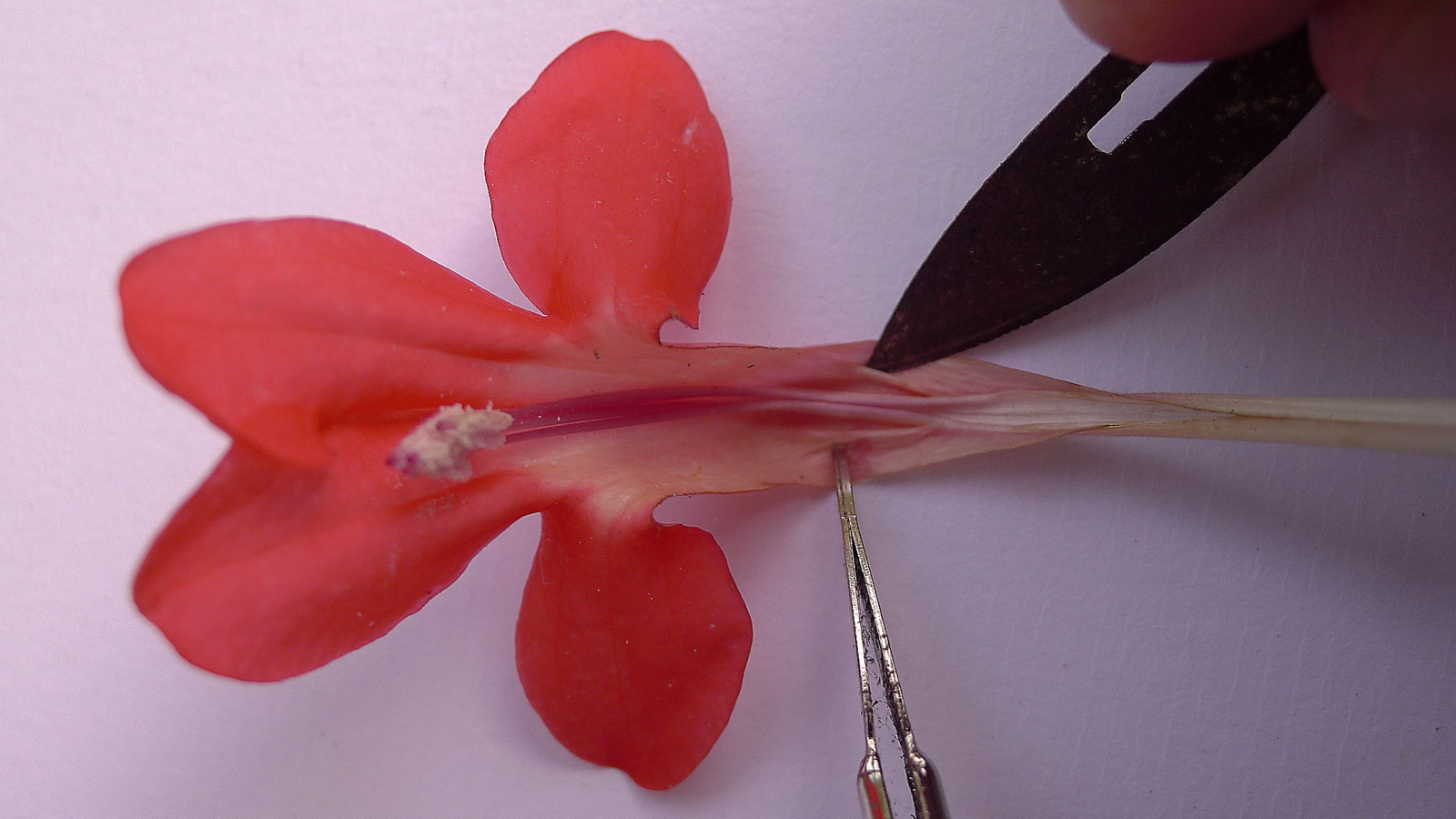
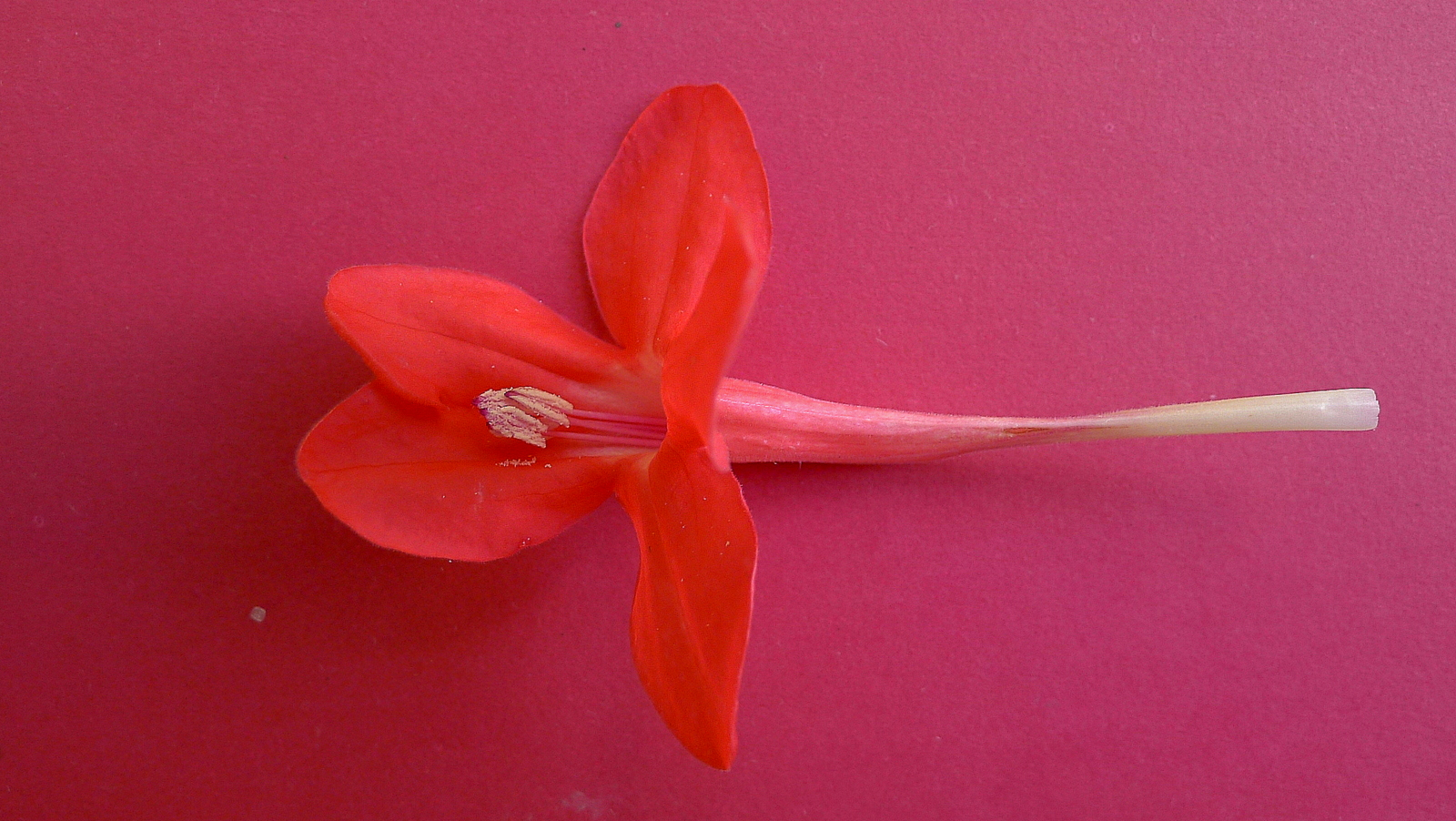
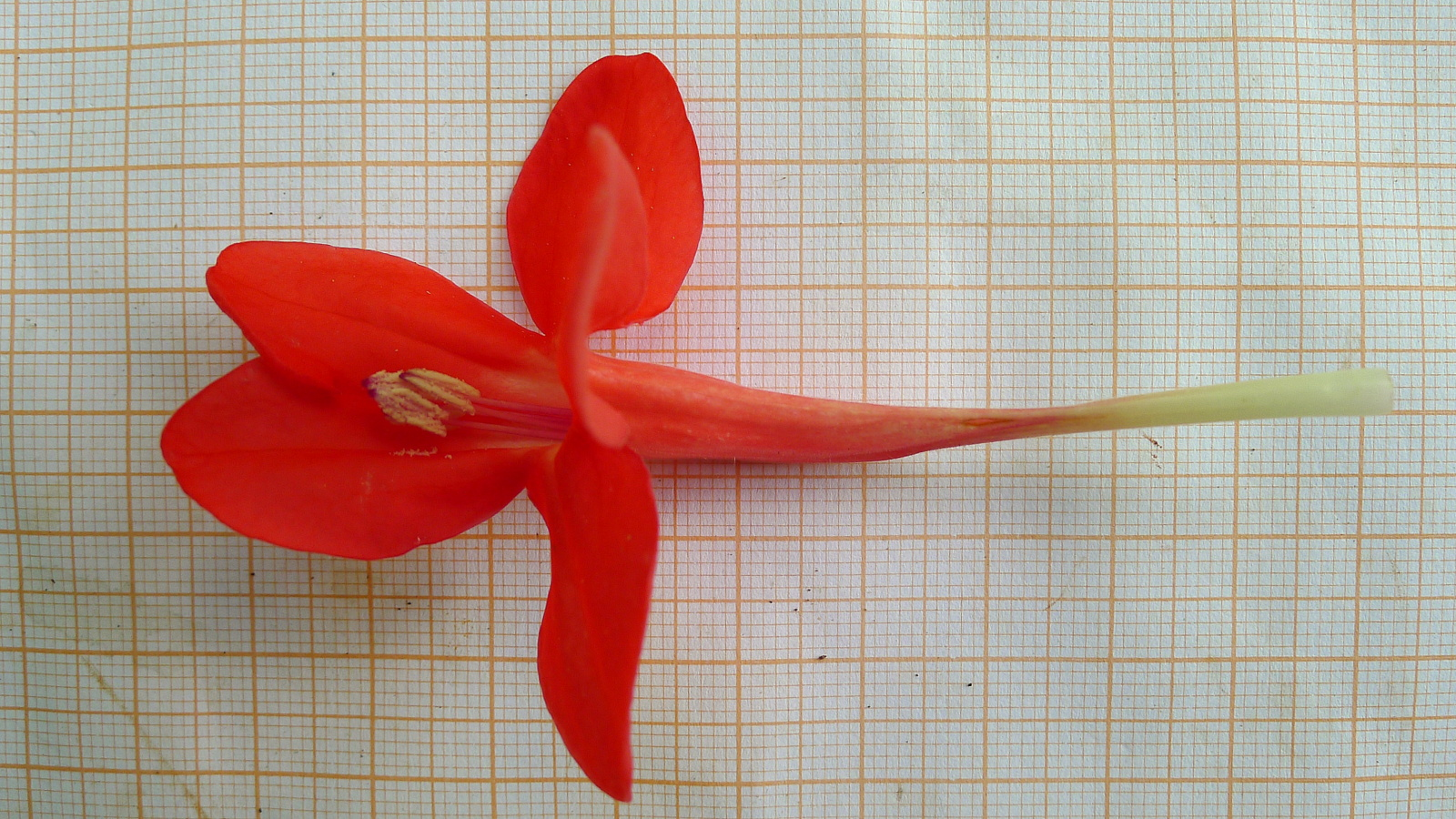
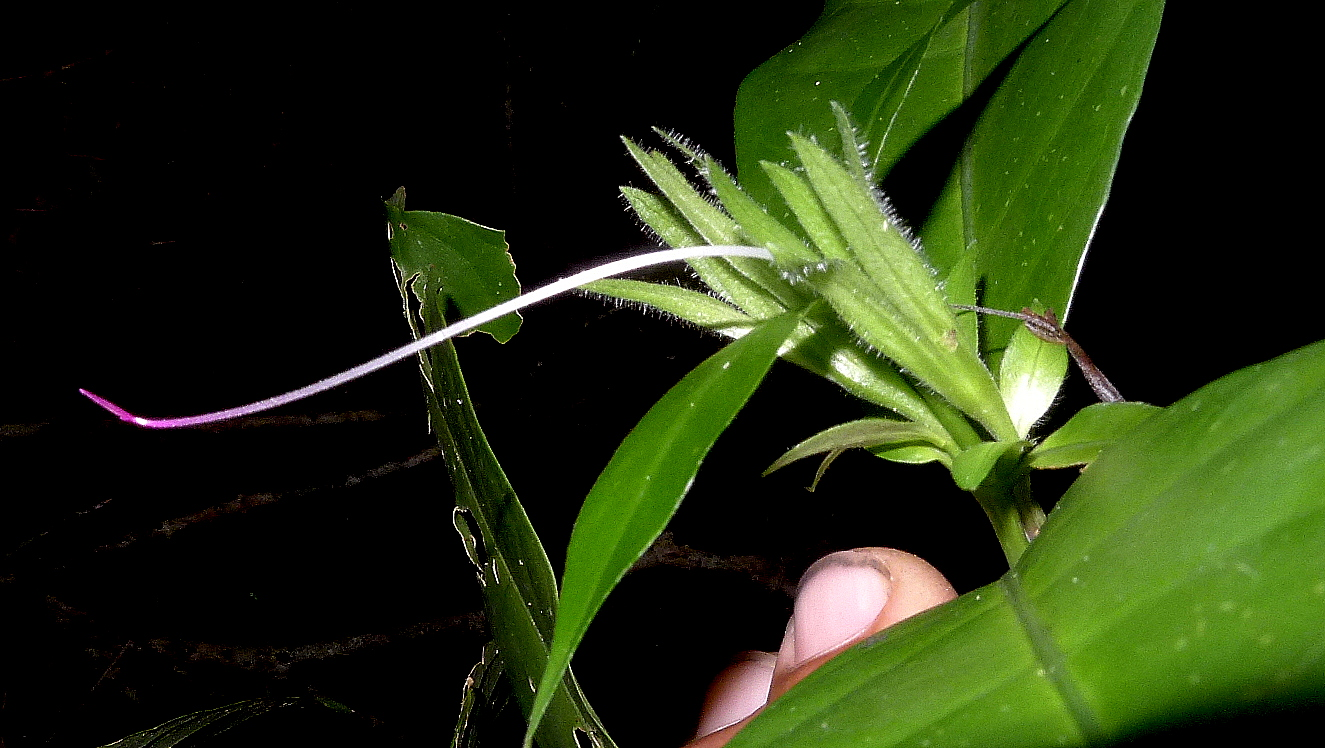
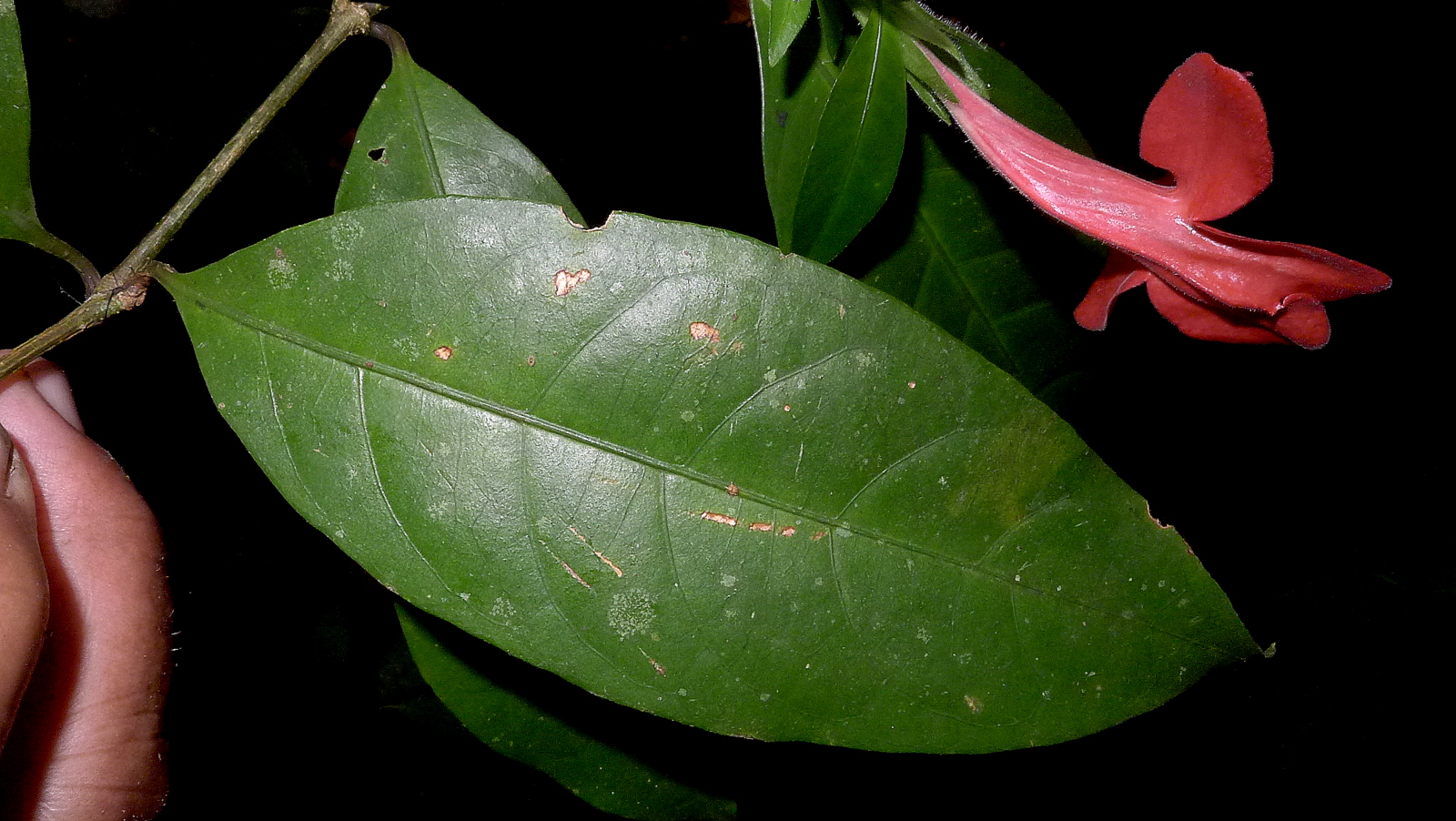